# Silas Kiplagat
Silas Kiplagat (20 agosto 1989) è un mezzofondista keniota.

## Palmarès
| Anno | Manifestazione          | Sede     | Evento       | Risultato | Prestazione | Note |
| ---- | ----------------------- | -------- | ------------ | --------- | ----------- | ---- |
| 2010 | Campionati africani     | Nairobi  | 1500 m piani | 4º        | 3'36"74     |      |
| 2010 | Giochi del Commonwealth | Delhi    | 1500 m piani | Oro       | 3'41"78     |      |
| 2011 | Mondiali                | Taegu    | 1500 m piani | Argento   | 3'35"92     |      |
| 2012 | Mondiali indoor         | Istanbul | 1500 m piani | 6º        | 3'47"42     |      |
| 2012 | Giochi olimpici         | Londra   | 1500 m piani | 7º        | 3'36"19     |      |
| 2013 | Mondiali                | Mosca    | 1500 m piani | 6º        | 3'37"11     |      |
| 2014 | Mondiali indoor         | Sopot    | 1500 m piani | Batteria  | 3'39"70     |      |
| 2014 | World Relays            | Nassau   | 4×1500 m     | Oro       | 14'22"22    |      |
| 2015 | Mondiali                | Pechino  | 1500 m piani | 5º        | 3'34"81     |      |

## Campionati nazionali
2010
- Argento ai campionati kenioti, 1500 m piani - 3'34"28

2011
- Oro ai campionati kenioti, 1500 m piani - 3'31"39

## Altre competizioni internazionali
2010
- Oro all'Herculis ( Monaco), 1500 m piani - 3'29"27

2011
- Argento al Prefontaine Classic ( Eugene), miglio - 3'49"39
- Oro all'Herculis ( Monaco), 1500 m piani - 3'30"47
- Oro al DN Galan ( Stoccolma), 1500 m piani - 3'33"94
- Argento al Weltklasse Zürich ( Zurigo), 1500 m piani - 3'33"56

2012
- 13º al Prefontaine Classic ( Eugene), miglio - 3'53"73
- Oro al London Grand Prix ( Londra), miglio - 3'52"44
- Oro all'Athletissima ( Losanna), 1500 m piani - 3'31"78
- Oro al Memorial Van Damme ( Bruxelles), 1500 m piani - 3'31"98
- Vincitore della Diamond League nella specialità dei 1500 m piani / miglio

2013
- Oro al Prefontaine Classic ( Eugene), miglio - 3'49"48
- Argento al DN Galan ( Stoccolma), 1500 m piani - 3'33"92
- Oro al Weltklasse Zürich ( Zurigo), 1500 m piani - 3'30"97

2014
- Argento al Prefontaine Classic ( Eugene), miglio - 3'47"88
- Oro al Golden Gala Pietro Mennea ( Roma), 1500 m piani - 3'30"44
- Argento all'Athletissima ( Losanna), 1500 m piani - 3'31"81
- Oro all'Herculis ( Monaco), 1500 m piani - 3'27"64
- Argento al Memorial Van Damme ( Bruxelles), 1500 m piani - 3'31"80
- Vincitore della Diamond League nella specialità dei 1500 m piani / miglio

2015
- Oro allo Shanghai Golden Grand Prix ( Shanghai), 1500 m piani - 3'35"29
- 4º al Prefontaine Classic ( Eugene), miglio - 3'51"92
- Argento ai Bislett Games ( Oslo), miglio - 3'51"72

2016
- 9º al Prefontaine Classic ( Eugene), miglio - 3'56"60
- 4º al Golden Gala Pietro Mennea ( Roma), 1500 m piani - 3'34"49
- Oro ai London Anniversary Games ( Londra), miglio - 3'53"04
- 12º all'Athletissima ( Losanna), 1000 m piani - 2'19"80

2017
- 12º al Prefontaine Classic ( Eugene), miglio - 3'57"69
- 7º ai Bislett Games ( Oslo), 1500 m piani - 3'37"81
- Bronzo all'Athletissima ( Losanna), 1500 m piani - 3'32"96
- Argento al Weltklasse Zürich ( Zurigo), 1500 m piani - 3'34"26

2018
- Argento al Meeting de Atletismo Madrid ( Madrid), 1500 m piani - 3'37"52

2021
- 9º al Giro al Sas ( Trento) - 30'02"